# リカルド・ガードナー
リカード・ガードナー（Ricardo Gardner, 1978年9月25日 - ）はジャマイカ・セント・アンドリュー教区出身の元同国代表サッカー選手、現サッカー指導者。現役時代のポジションはDF（左サイドバック）。ミッドフィールダーとしても左サイドまたは中央よりの位置でプレイする。

## 来歴
2008-09シーズンに行われたホームでのリヴァプールFC戦、相手陣内の左サイドでパスをトラップしDFを抜き去りスピードに乗ると1対1となったGKを抜き、ゴールエリア左からシュートを放つ。だが、体勢が崩れ自身の右足でクリアしてしまい、得点のチャンスを逃してしまった。試合は0-2で敗戦した。
2015年9月6日、古巣であるハーバー・ビューFCのアシスタントコーチ陣に加入。同年12月18日にはジャマイカ代表のU-20チームに監督として招聘された。

## 代表歴

### 出場大会
- ジャマイカ代表
  - 1998 FIFAワールドカップ

### 試合数
- 国際Aマッチ 110試合 10得点（1996年-2012年）[3]

| ジャマイカ代表 | 国際Aマッチ | 国際Aマッチ |
| 年             | 出場        | 得点        |
| -------------- | ----------- | ----------- |
| 1996           | 1           | 0           |
| 1997           | 24          | 3           |
| 1998           | 19          | 1           |
| 1999           | 9           | 0           |
| 2000           | 4           | 0           |
| 2001           | 11          | 2           |
| 2002           | 1           | 0           |
| 2003           | 10          | 0           |
| 2004           | 9           | 0           |
| 2005           | 1           | 0           |
| 2006           | 0           | 0           |
| 2007           | 3           | 2           |
| 2008           | 12          | 2           |
| 2009           | 3           | 0           |
| 2010           | 0           | 0           |
| 2011           | 0           | 0           |
| 2012           | 3           | 0           |
| 通算           | 110         | 10          |

## タイトル

### 代表
ジャマイカ
- カリビアンカップ : 1998

### 個人
- ボルトン年間最優秀選手 : 2005-06